# 632 Pyrrha
632 Pyrrha este un asteroid din centura principală, descoperit pe 5 aprilie 1907, de August Kopff.